# Mont-Saint-Hilaire
Pour les articles homonymes, voir Mont et Saint-Hilaire.
Mont-Saint-Hilaire est une ville du Québec (Canada), située dans la municipalité régionale de comté de la Vallée-du-Richelieu, dans la région administrative de la Montérégie.

## Toponymie
La ville a été nommée ainsi en l'honneur d'Hilaire de Poitiers, Docteur de l'Église.

## Histoire

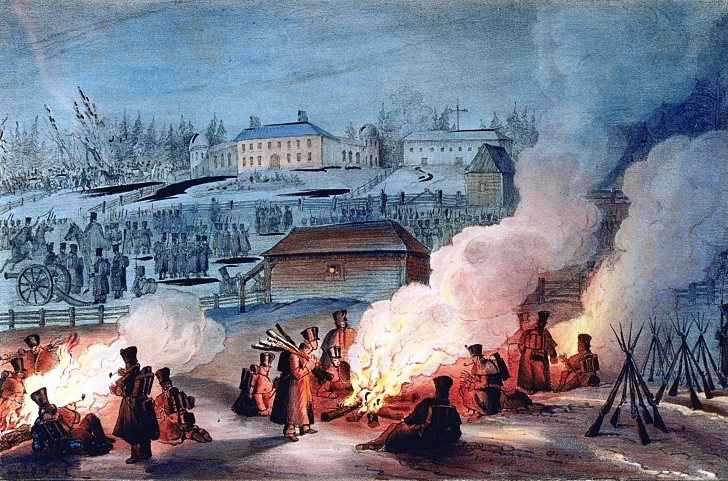
Bivouac du col. Wetherall à St-Hilaire de Rouville, 1840.

Jean-Baptiste de Rouville est le premier seigneur de la région en 1694. Il y a formation d'un village dans la montagne en 1745. La première chapelle est construite en 1798, près de la rivière Richelieu. Près de vingt ans plus tard, en 1822, un bac permet de passer de Belœil à Mont-Saint-Hilaire. Le pont du chemin de fer, qui relie Belœil et Saint-Hilaire, est construit en 1848 par le Saint Lawrence and Atlantic Railway.
La famille Campbell, propriétaire de la montagne après celle des Rouville, vend la montagne à un officier anglais, le brigadier Andrew Hamilton Gault, qui protège la montagne pendant 45 ans. Gault lègue ensuite la montagne à l'Université McGill avant de décéder en 1958. En plus, dans les années 1978, la Réserve de biosphère du Mont Saint-Hilaire est la première nommée au Canada.

## Géographie
Mont-Saint-Hilaire est séparée de la ville voisine de Belœil par la rivière Richelieu qui en délimite le nord-ouest en coulant vers le nord. 

### Mont Saint-Hilaire

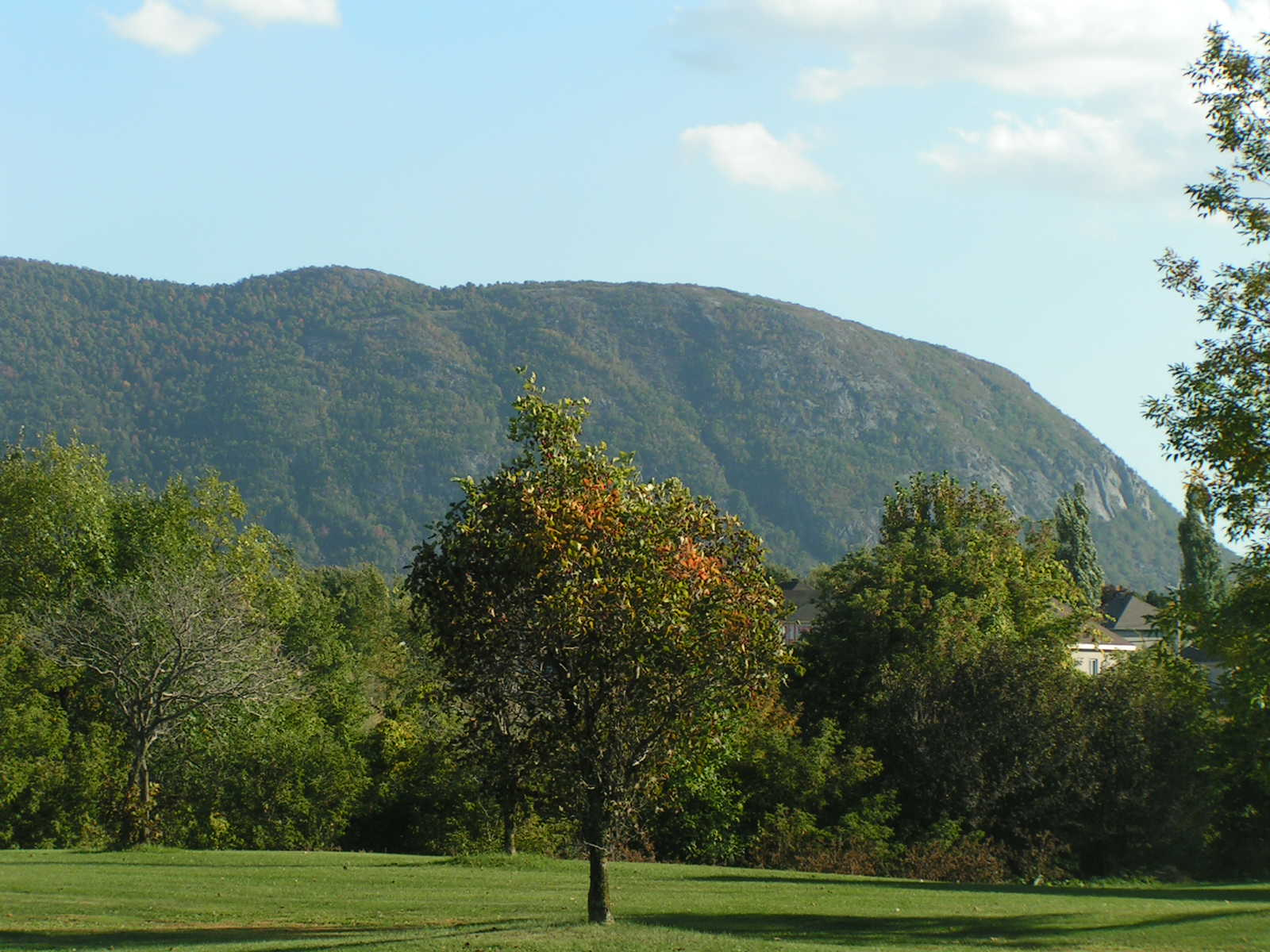
Le mont Saint-Hilaire.

La municipalité est située au pied du mont Saint-Hilaire. Celui-ci est âgé de 124 millions d'années et compte parmi les neuf collines montérégiennes. Il contient plus de 600 espèces de plantes et plus de 10 000 spécimens de minéraux.

### Réserve de biosphère
En 1978, le Mont Saint-Hilaire est reconnu par l'Unesco comme la première réserve de biosphère du Canada. D'une surface de 11 km2, elle comprend notamment l'un des derniers vestiges de la forêt feuillue ancienne du Québec et abrite de nombreuses espèces rares et en voie de disparition. Sa forêt n'a jamais été exploitée.

## Démographie
| 1991   | 1996   | 2001   | 2006   | 2011   | 2016   | 2021   |
| ------ | ------ | ------ | ------ | ------ | ------ | ------ |
| 12 267 | 13 064 | 14 270 | 15 720 | 18 200 | 18 585 | 18 859 |

## Administration
Les élections municipales se font en bloc et suivant un découpage de six districts.
| Mont-Saint-Hilaire Maires depuis 2003                                                                                |                    |         |          |
| Élection | Maire              | Qualité | Résultat |
| 2003 | Michel Gilbert     |         | Voir     |
| 2005 | Michel Gilbert     | Voir    |          |
| 2009 | Michel Gilbert     | Voir    |          |
| 2013 | Yves Corriveau     |         | Voir     |
| 2017 | Yves Corriveau     | Voir    |          |
| 2021 | Marc-André Guertin |         | Voir     |
| Élection partielle en italique Depuis 2005, les élections sont simultanées dans toutes les municipalités québécoises |                    |         |          |

## Attractions

Musée des beaux-arts en février 2022

- La réserve naturelle Gault du mont Saint-Hilaire comprend plus d'un millier d'hectares de forêt primaire. Propriété de l'Université McGill, la réserve naturelle est utilisée pour la recherche et les loisirs.
- Le Musée des beaux-arts de Mont-Saint-Hilaire est le principal musée d'art de la rive sud du fleuve Saint-Laurent. Il a été fondé en 1993 pour promouvoir le travail des artistes régionaux Jordi Bonet, Paul-Émile Borduas et Ozias Leduc[8]. Des expositions présentent également des œuvres d'art de la région, telles que Saint-Hilaire et les Automatistes en 1997, et Leduc, Borduas et le paysage de Saint-Hilaire en 2008, ainsi que d'autres artistes québécois tels que Jean-Paul Lemieux et Nancy Petry[9].
- Station d'art
- Centre d'art Ozias Leduc
- Manoir Rouville-Campbell
- Église Saint-Hilaire

## Galerie de photos

Secteur résidentiel de la rue du Grand Tronc, face à la gare Saint-Hilaire (QC) en février 2022
Arche d'accueil devant la mairie de Saint-Hilaire
Vue du Mont Saint-Hilaire, l'intersection du boulevard Honorius-Charbonneau et de la rue du Centre-Civique
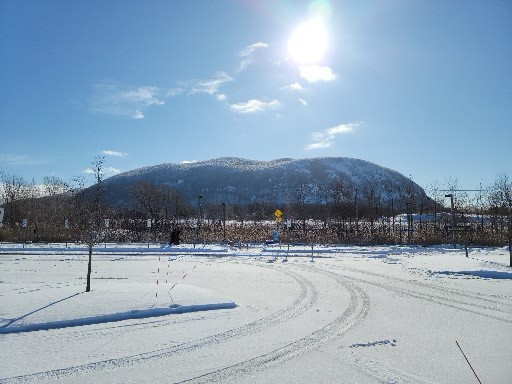
Mont Saint-Hilaire (Québec) vu du stationnement de la gare à l'hiver 2022.
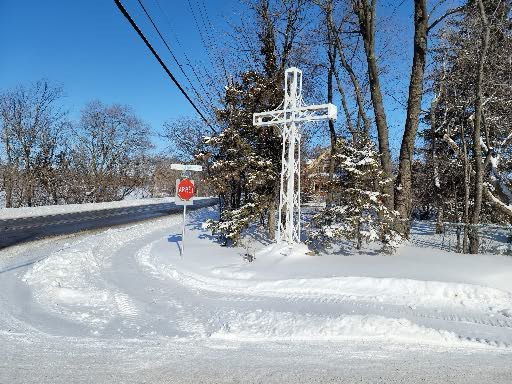
Croix de chemin à Mont-Saint-Hilaire (angle Chemin des Patriotes et rue de Lisbonne)

## Éducation

Pavillon Hertel de l'école Au-fil-de-l'eau-Pavillon de Mont-Saint-Hilaire.jpg

La ville accueille 4 écoles primaires : Au-fil-de-l'eau (659 élèves), de l'Aquarelle (354 élèves) et de la Pommeraie (383 élèves) et Paul-Émile-Borduas. On y retrouve aussi 2 écoles secondaires, dont Ozias-Leduc, recevant 1480 élèveset le collège Saint-Hilaire, une école secondaire privée qui reçoit des élèves de la région.
Le South Shore Protestant Regional School Board desservait auparavant la municipalité.

## Culture
- Musée des beaux-arts de Mont-Saint-Hilaire, fondé en 1995 par l'artiste André Michel, le Musée met en valeur les œuvres de Jordi Bonet, Paul-Émile Borduas, Ozias Leduc et des artistes de la relève[13]
- Centre d'art Ozias Leduc
- Ateliers du Faubourg des arts

## Patrimoine
- Maison des peuples autochtones[14]
- Manoir Rouville-Campbell

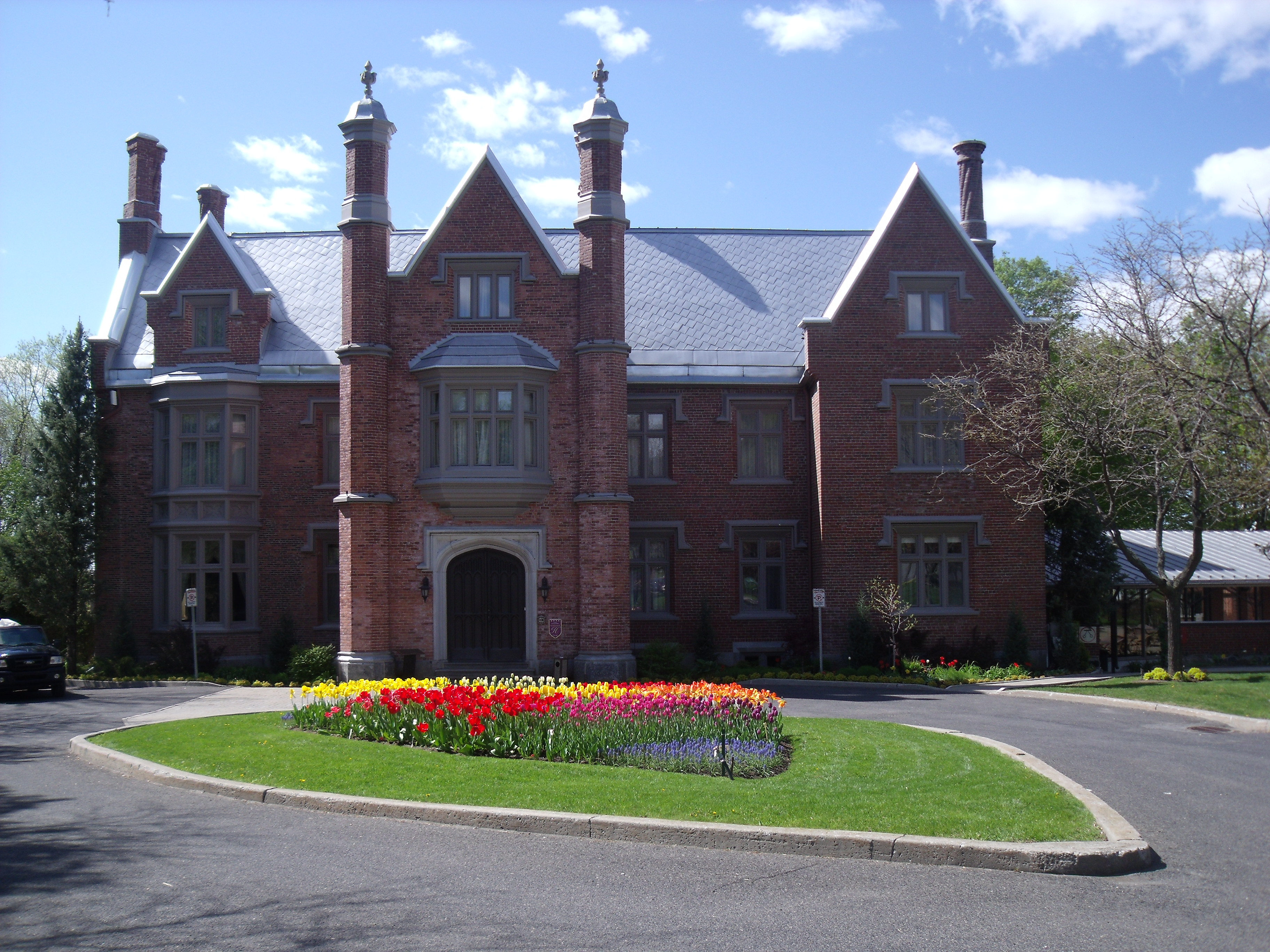
Manoir Rouville-Campbell

- Église Saint-Hilaire (décorée par Ozias Leduc)
- Monument aux Patriotes, dans le parc des Patriotes, en face du Manoir Rouville-Campbell sur le chemin des Patriotes.

## Personnalités
- Donat Daigle, homme politique, né à Mont-Saint-Hilaire;
- Jordi Bonet, peintre, céramiste, muraliste et sculpteur a habité à Saint-Hilaire;
- Paul-Émile Borduas, peintre québécois, auteur et principal signataire de Refus global est aussi né à Saint-Hilaire;
- Ozias Leduc, un des peintres les plus importants du Québec, est né à Mont-Saint-Hilaire.
- Arsène Bessette, écrivain, est né à Mont-Saint-Hilaire.
- Ernest Choquette, écrivain et homme politique, est né à Mont-Saint-Hilaire.
- Guy Delahaye, poète et psychiatre né à Mont-Saint-Hilaire.
- Yan England, acteur, animateur de télévision, scénariste, producteur et réalisateur de courts métrages québécois né à Mont-Saint-Hilaire.
- Yvan Adam, peintre et affichiste, est né à Saint-Hilaire en 1955.
- Louis Boileau-Domingue, gardien de but (Arizona Coyotes), né à St-Hilaire en 1992.
- Laurent Duvernay-Tardif, médecin et joueur de football dans la NFL.
- Marie-Soleil Tougas, comédienne et animatrice de télévision, né à Mont-Saint-Hilaire en 1970[15].
- Pierre-Luc Brillant, acteur, musicien et auteur-compositeur-interprète, né à Mont-Saint-Hilaire en 1978[16].